# Acanthophis pyrrhus
Espèce
Synonymes
- Acanthophis antarcticus pyrrhus Boulenger, 1898
- Acanthophis armstrongi Wells & Wellington, 1985

Acanthophis pyrrhus est une espèce de serpents de la famille des Elapidae.

## Répartition

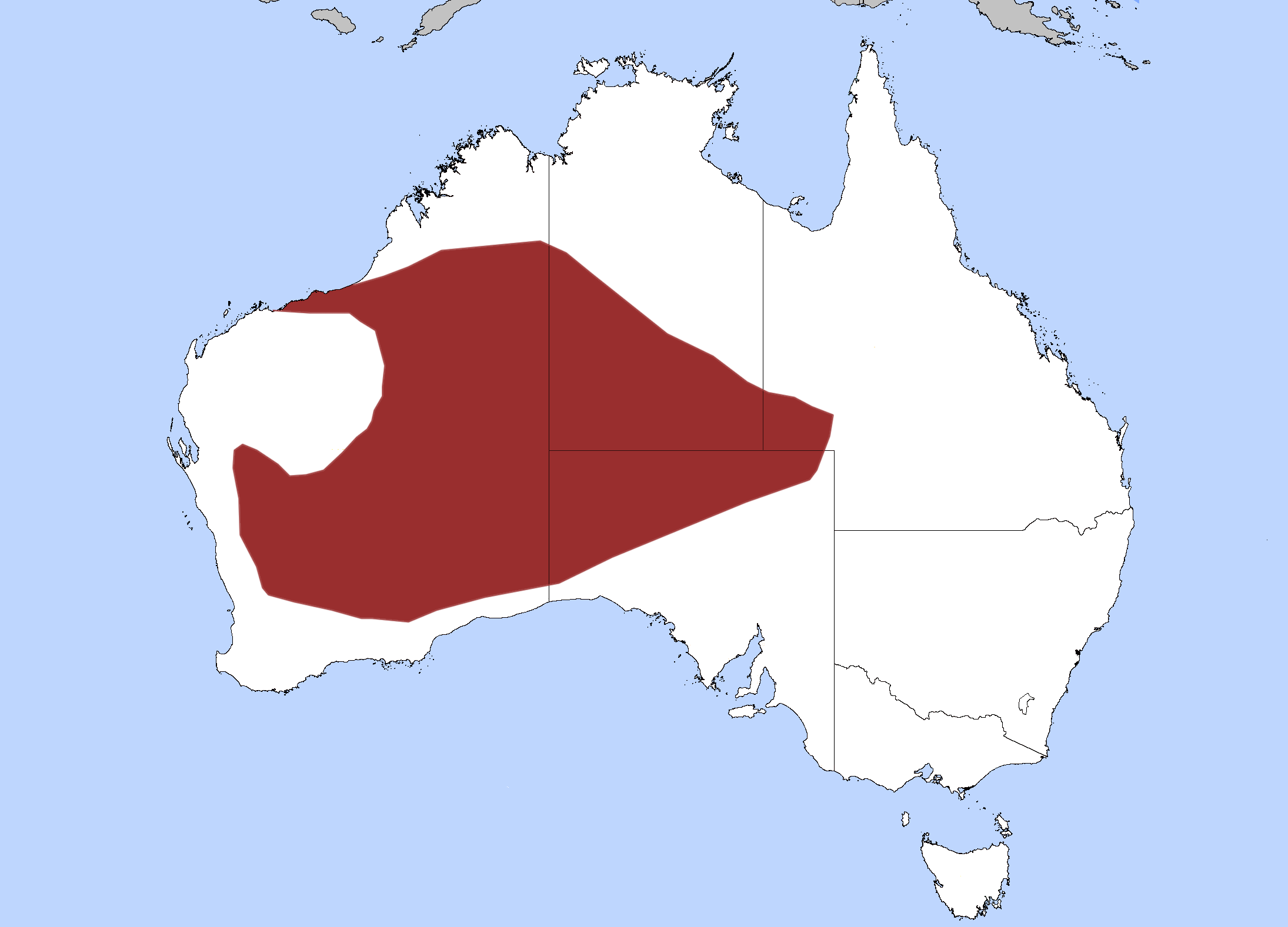
Distribution

Cette espèce est endémique d'Australie. Elle se rencontre dans le Territoire du Nord, en Australie-Méridionale, en Australie-Occidentale et dans l'extrême sud-ouest du Queensland.

## Description
Le spécimen décrit par Boulenger mesurait 530 mm.

## Publications originales
- Boulenger, 1898 : Description of a new death adder (Acanthophis) from central Australia. Annals and Magazine of Natural History, ser. 7, vol. 2, p. 75 (texte intégral).
- Wells & Wellington, 1985 : A classification of the Amphibia and Reptilia of Australia. Australian Journal of Herpetology, Supplemental Series, vol. 1, p. 1-61 (texte intégral).